# Mihovec
Mihovec este o localitate din comuna Novo mesto, Slovenia, cu o populație de 41 de locuitori.